# Teoria del pazzo

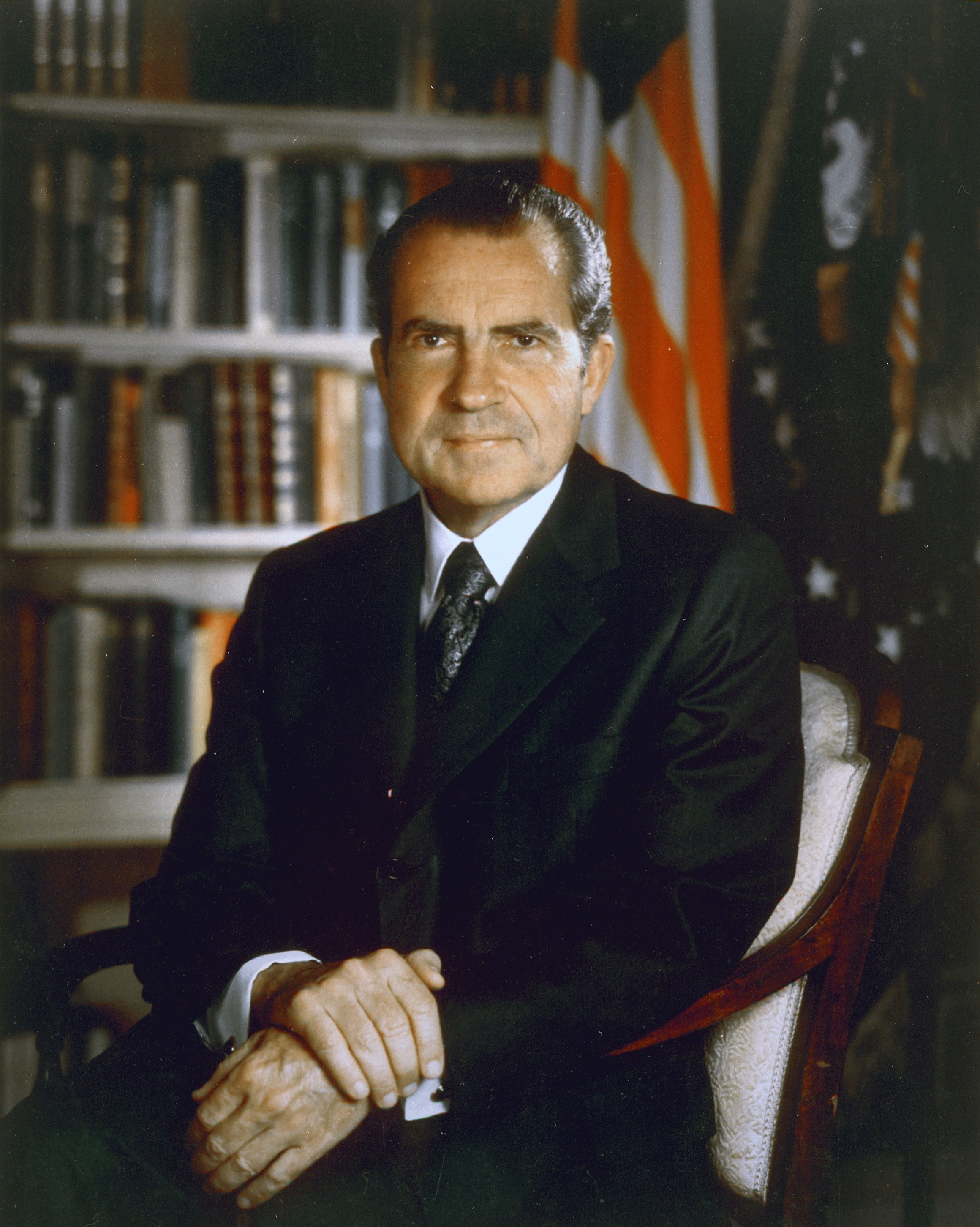
Nixon, considerato l'ideatore della Teoria del pazzo

La teoria del pazzo (o teoria del folle) è una condotta di politica estera che punta a spaventare i propri nemici convincendoli che li si potrebbe attaccare con reazioni enormemente sproporzionate, cioè da pazzi. È stata attribuita a Richard Nixon, che ne fece un elemento fondamentale della propria interpretazione della politica estera statunitense, negli anni dal 1969 al 1974, in cui fu presidente degli Stati Uniti d'America.

## Storia
Noam Chomsky riporta un documento ufficiale USA (rapporto STRATCOM):
(Noam Chomsky 2000, p. 189)
Chomsky contestualizza e interpreta questo passaggio in questo modo. In seguito al crollo dell'Unione Sovietica, gli Stati Uniti si sono trovati ad affrontare degli stati che prima erano inseriti in una delle orbite contrapposte di USA e URSS o comunque si tenevano nel mezzo (i paesi del «terzo mondo») e quindi erano relativamente sotto controllo, mentre dopo questo cambiamento non vollero assoggettarsi all'ordine mondiale guidato dagli USA (fra questi i cosiddetti «stati canaglia»).
Per avere influenza su questi paesi, gli Stati Uniti sentirono la necessità di condurre una politica di deterrenza che a molti sembra risuscitare la cosiddetta teoria del pazzo, attribuita originariamente a Nixon (della cui politica estera sarebbe stata la pietra angolare), il quale spiegò la propria gestione della guerra del Vietnam, apparentemente irrazionale, dicendo che voleva far credere che, essendo ossessionato dal comunismo, avrebbe potuto attaccare dovunque e con qualunque forza, anche contro gli stessi interessi degli USA, e che perciò sarebbe stato meglio assecondarlo per evitare rischi. 
Usando questa strategia (di cui l'incursione in Cambogia del 1970 fu una parte), Nixon convinse il governo del Vietnam del Nord a trattare la pace in quelle sessioni negoziali che diedero luogo agli accordi di Parigi nel 1973. 
In realtà, pare che il concetto sia stato elaborato dal governo laburista di Israele negli anni cinquanta, il cui primo ministro pacifista Moshe Sharett lasciò scritto nel proprio diario di alcuni esponenti del governo che «parlavano a favore di atti di follia», e che «noi diventeremo pazzi [se ci faranno arrabbiare]». Tale formulazione di una politica del pazzo ante litteram era diretta in parte contro gli stessi USA, ritenuti all'epoca poco affidabili da parte israeliana.

## Politiche di impiego di armi atomiche
Un ingrediente necessario della teoria del pazzo è la disponibilità di armamenti pericolosi e inarrestabili, come le armi atomiche, che conservano perciò sostanzialmente la stessa funzione che avevano ai tempi della guerra fredda: nessuna altra arma infatti può sprigionare una simile potenza in tempi rapidi. Ma ciò che è più importante è dimostrare con atti di forza che non è poi tanto remota le possibilità che le si usi. Solo così si può dare credibilità alle proprie minacce e pressioni internazionali sugli altri Stati del mondo. Infatti, secondo Chomsky il tutto si riduce a una questione di credibilità. L'utilità delle armi nucleari è effettiva solo se si abbandona la politica che ne prevede l'uso solo per difesa, stabilendo che potrebbero anche essere usate come misura preventiva. 
In generale, tutte le guerre preventive rientrerebbero in questa strategia, compresa dunque la guerra in Iraq.
A tale proposito, va segnalato come, nel corso degli anni '90 del XX secolo, gli Stati Uniti abbiano cambiato la propria politica in merito all'uso di armi nucleari: il Pentagono ha divulgato la Dottrina per le Operazioni Nucleari Congiunte, dove si afferma, fra l'altro, che «per massimizzare la capacità di dissuasione, è essenziale che le forze americane si preparino effettivamente ad usare armi nucleari», e in cui si prevede la possibilità di usarle in azioni militari preventive, in particolare contro nemici che si preparassero ad attaccare con armi di distruzione di massa o contro installazioni atte a produrle (si noti che l'applicazione di questa dottrina militare avrebbe consentito un attacco con armi nucleari ai tempi della guerra in Iraq, sulla base delle convinzioni degli Stati Uniti all'epoca). Inoltre, le Direttive Presidenziali sulla Sicurezza Nazionale permettono al Presidente di ordinare un attacco con armi nucleari anche senza l'approvazione del Congresso degli Stati Uniti.